# Рёдер, Христофор Фёдорович
Христофор Фёдорович Рёдер (нем. Johann Christoph Räder; 1769—1828) — российский живописец, миниатюрист, рисовальщик, литограф и педагог.

## Биография
Родился в Риге в 1769 году «от недостаточных родителей мещанского звания».
Художественное образование получил в Дрездене: в 1785—1791 годах занимался под руководством Фр. Казановы; в 1791 году на Дрезденской выставке была представлена его картина, «изображающая большое семейство».
В 1800 году «был причислен» к живописному классу Санкт-Петербургской академии художеств; в 1811 году был признан «назначенным».
В 1801 году поступил учителем рисования в Горный корпус; давал частные уроки. Дополнительно, с 1815 года преподавал в Санкт-Петербургской гимназии, и с 1818 года — в Институте Женского Патриотического общества. В службе числился с 1813 года, в 1819 году был произведён в маркшейдеры IX класса, в 1826 году получил золотую табакерку от императрицы Александры Фёдоровны.
Кроме рисунка занимался литографией, известны: портрет доктора Иоанна-Генриха Буссе (1821), портрет Александра Ивановича Гассинга (1824) и поясной портрет, в овале, «Angelica Catalani»". Рёдер был также большим любителем музыки. 
Умер в Санкт-Петербурге 6 (18) августа 1818 года на 59 году жизни, оставив пятерых детей.